# هضم
الهضم هو عمليات حيوية كيميائية وحركية لتحويل الطعام إلى مواد قابلة للامتصاص في الأمعاء من أجل استخدامها في بناء الأنسجة أو الحصول على الطاقة.
تبدأ عملية الهضم عادة لدى الحيوانات في الفم بعملية المضغ حيث يُكسر الطعام ميكاينيكيا إلى جزيئات أصغر، ثم تعمل عليها إنزيمات اللعاب التي تفرزها غدد موجودة تحت اللسان لهضم الكربوهيدرات، يلي ذلك البلع عبر البلعوم ثم المريء حتى يصل الطعام إلى المعدة حيث تعمل العصارة المعدية على هضم بعض أنواع المواد الغذائية مثل البروتينات وتعديل التركيب الكيميائي لأنواع أخرى. كما أن حمض الهدروكلويك له رقم هيدروجيني متخفض وهذا مفيد للإنزيمات الهاضمة. وبعد مرور الوقت -ساعة أو ساعتين في الإنسان ومن أربع إلى ستة ساعات في الكلاب وتقل المدة في حالة القطط- بعدها يمر على دفعات إلى الاثنى عشر حيث يختلط بالصفراء القادمة من الكبد وعصارة البنكرياس ثم إلى باقي أجزاء أمعاء دقيقة حيث تهضم (أي تتحلل إلى جزيئات بسيطة) وتمتص في الأمعاء الدقيقة وتنتقل من جداره إلى الشبكة الدموية. ثم تمر المواد الخاملة والألياف إلى الأمعاء الغليظة حيث يمتص أغلب المحتوى المائي، تعمل بكتيريا الأمعاء الغليظة على تحليل بعض المواد الخاملة والألياف والسيلولوز وتمد بذلك جسم الإنسان ببعض الفيتامينات مثل فيتامين بي 12 و فيتامين ك. عندئذ تصبح النفايات طرية ومستعدة للخروج من الجسم في هيئة براز.

## الإنزيمات وفائدتها
عبارة عن مواد بروتينية تنتجها أعضاء أو أنسجة خاصة في جسم الإنسان، تقوم هذه الإنزيمات بإتمام العمليات الحيوية أو إسراع عملية التفاعل.

## تصنيف الإنزيمات
إنزيمات هاضمة للكربوهيدرات، إنزيمات هاضمة للبروتينات، إنزيمات هاضمة للدهون (اللبيدات).

## عمليةالبلمرة(التكتل)
هي عملية تكوين الجزيئات الكبيرة المعقدة من الجزيئات البسيطة وهي عكس عملية التميؤ.

## المواد التي لا تحتاج إلى هضم
الماء والأملاح المعدنية والفيتامينات والجلوكوز. 
مثل للمواد الكربوهيدراتية عديدة التسكر.
النشا والسليلوز في النبات، و الغلايكوجين في الحيوان. (وهذه المواد لابد من إضافة الماء لها لتتحلل) .

## الهضم عند النباتات اللاحمة
لا يمتلك النبات اللاحم جهازاً هضمياً، إلا أنه يهضم جسم حيواني يحتوي بروتين ودهون فمعظم النباتات المفترسة تقوم بهضم ضحاياها من خلال إفراز إنزيم محلل، ولكن بعضها يعتمد على إنزيمات تنتجها البكتيريا، تقوم بتحليل الفريسة فيمتص النبات الجزيئات المتحللة.